# آساگو، هیوگو
آساگو در استان هیوگو در کشور ژاپن  واقع شده است  که دارای جمعیت ۳۴٬۰۸۴ نفر و مساحت ۴۰۲٫۹۸ کیلومتر مربع با تراکم جمعیت ۸۴٫۶  نفر در کیلومترمربع است و در تاریخ ۱ آوریل ۲۰۰۵ به عنوان شهر شناخته شد.